# Loxostege nubilalis
Loxostege nubilalis là một loài bướm đêm trong họ Crambidae.